# ループ式車両感知器
ループ式車両感知器（ループしきしゃりょうかんちき）は、路面下数cmに約1-2mの長方形ループコイルを埋設し、そのインダクタンスが車両の接近によって変化することを利用して車両を感知するものである。
感知精度がきわめて良いなど性能的には優れているが、道路構造が軟弱であったり、道路工事が頻繁に行われたりする場合は、ループコイルの切断が生じやすいという問題がある。
一部の道路では車道の下に一定間隔（6.9メートル）で設置し反応の時間差によって自動で速度の取り締まりを行う物もある。